# Přistávací plochy 1 a 2
Přistávací plochy 1 a 2 (anglicky Landing Zones, zkratkami LZ-1 a LZ-2) jsou dvě betonové přistávací plochy pro vertikálně přistávající, znovupoužitelné nosné rakety Falcon 9 od SpaceX. Nacházejí na pozemcích pronajatých od letectva Spojených států, na místě bývalého startovacího komplexu 13. Plocha LZ-1 byla uzavřena 1. srpna 2025 po 53. úspěšném přistání.

## Historie
SpaceX začala s přípravami přistávacích ploch nejpozději v roce 2014, protože už v říjnu toho roku vznikl stostránkový návrh posudku vlivů na životní prostředí pro takový projekt. Podle něj chtěla společnost vybudovat čtvercovou přistávací plochu o rozměrech 60 × 60 metrů a kolem ní celkem 4 kruhové záložní plochy o průměru 45 metrů.
Společnost si prostory pro vybudování přistávacích ploch pronajala v únoru 2015 na pět let, smlouvu později prodloužila. Plochy se nacházejí na místě bývalého startovacího komplexu 13 (LC-13), v areálu základny 45. vesmírné perutě Letectva USA, známé jako Cape Canaveral Air Force Station a později – po vyčlenění Vesmírných sil USA z letectva v roce 2019 – přejmenované na Cape Canaveral Space Force Station (CCSFS). Základna leží v těsném sousedství Kennedyho vesmírného střediska na východním pobřeží Floridy a SpaceX si v ní kromě přistávacích ploch na LC-13 pronajala také startovací komplex 40 (SLC-40), z nějž vypouští své rakety Falcon 9.
Původní název rampy LC-13 byl počínaje 2. březnem 2015 nahrazen označením Landing Complex 1, ale v roce 2017 bylo místo přejmenováno na Landing Zone 1.
Měnily se ale také původní plány, a tak byla v prosinci 2015 dokončena kruhová přistávací plocha LZ-1 o průměru 86 metrů a potřebná další zařízení, která umožnila 22. prosince 2015 první přistání. V červenci 2016 SpaceX požádala o povolení vybudovat další dvě přistávací plochy v sousedství LZ-1 pro přistávání bočních stupňů Falconu Heavy. Stavba LZ-2 začala v květnu 2017, ale brzy vyšlo najevo, že třetí plocha postavena nebude a SpaceX místo ní vybuduje zázemí pro testování a kontrolu lodí Crew Dragon, včetně testovacího stanoviště pro statické zážehy motorů SuperDraco.
V březnu 2023 Vesmírné sily USA rozhodly o pronájmu prostoru dvěma novým nájemcům, raketovým startu-upům Vaya Space (založen 2017) a Phantom Space (2019). V návaznosti na tento vývoj zástupce SpaceX před startem mise SpaceX Crew-11 oznámil, že booster použitý při tomto letu provede historicky poslední přistání na plochu LZ-1, a že využívání plochy LZ-2 bude nadále pokračovat.

### Ostatní přistávací plochy
Společnost SpaceX podepsala smlouvu o pronájmu také na západním pobřeží USA v komplexu Vandenbergovy letecké základny, konkrétně zařízení SLC-4W, kde je od roku 2018 vybetonována a používána přistávací plocha LZ-4.
Ve schvalovacím procesu je – jako součást rozsáhlejší rekonstrukce – vybudování další přistávací plochy v již používaném Startovacím komplexu 40 na Floridě.

## Design
Hlavní přistávací plochy LZ-1 i LZ-2 tvoří betonové desky o průměru 86 metrů. S dodatečnými navazujícími plochami má LZ-1 celkový průměr asi 200 metrů a LZ-2 asi 130 metrů. LZ-2 se nachází severozápadně od LZ-1, vzdálenost středů obou kruhových ploch dosahuje zhruba 300 metrů.
Podpůrnou infrastrukturu přistávacích ploch tvoří především vozovky pro pohyb jeřábu a dálkově ovládané protipožární systémy pro případ selhání.

## Provedená přistání
První přistání – a rovnou úspěšné – na ploše LZ-1 se uskutečnilo 22. prosince 2015 při dvacátém letu rakety Falcon 9 a současně při osmém pokusu o kontrolovaný sestup prvního stupně. Předcházelo mu pět testovacích přistání boosteru na mořskou hladinu a dvě neúspěšná přistání na mořskou plošinu.
Elon Musk v lednu 2016 odhadoval, že úspěšnost všech pokusů o přistání v roce 2016 bude přibližně 70 procent a v roce 2017 se zvýší na 90 procent. Předeslal, že společnost očekává při přistávání ještě několik neúspěchů. Navzdory tomuto odhadu skončily úspěchem jak druhé přistání 18. července 2016 při letu CRS-9, tak i třetí pokus přistání v únoru 2017 při letu CRS-10, po nichž se kadence v kalendářních letech přistání postupně zvyšovala až na 15 v roce 2024.
Na ploše LZ-2 přistál první stupeň Falconu 9 poprvé 6. ledna 2018, kdy souběžně přistávaly oba boční boostery z prvního letu sestavy Falcon Heavy.
Rok 2018 přinesl také první a dosud jediné selhání při přistání na pozemní přistávací plochu (včetn LZ-4 v Kalifornii). První stupeň kvůli poruše hydraulického čerpadla roštových kormidel nezamířil k LZ-1, ale přistál nedaleko od ní na mořskou hladinu.
Poslední přistání na ploše LZ-1 provedl booster B1094 při svém třetím letu, kterým 1. srpna 2025 na cestu k Mezinárodní vesmírné stanici vynesl kosmickou loď Crew Dragon na misi SpaceX Crew-11. Plocha LZ-1 tak posloužila pro přistání celkem 53 prvnich stupňů Falconu 9.

### Seznam provedených přistání
| Poř. | Datum (UTC)        | Plocha | Náklad                     | Let č. | Raketa, stupeň           | Výsledek  | Poznámky                                       |
| ---- | ------------------ | ------ | -------------------------- | ------ | ------------------------ | --------- | ---------------------------------------------- |
| 1    | 22. prosince 2015  | LZ-1   | Orbcomm OG2 let 2          | 20     | F9 FT B1019.1            | Úspěšné   | První let verze FT. První přistání na pevnině. |
| 2    | 18. července 2016  | LZ-1   | CRS SpX-9                  | 27     | F9 FT B1025.1            | Úspěšné   |                                                |
| 3    | 19. února 2017     | LZ-1   | CRS SpX-10                 | 30     | F9 FT B1031.1            | Úspěšné   |                                                |
| 4    | 1. května 2017     | LZ-1   | NROL-76                    | 33     | F9 Block 3 B1032.1       | Úspěšné   |                                                |
| 5    | 3. června 2017     | LZ-1   | CRS SpX-11                 | 35     | F9 Block 3 B1035.1       | Úspěšné   |                                                |
| 6    | 14. srpna 2017     | LZ-1   | CRS SpX-12                 | 39     | F9 Block 4 B1039.1       | Úspěšné   |                                                |
| 7    | 7. září 2017       | LZ-1   | OTV-5                      | 41     | F9 Block 4 B1040.1       | Úspěšné   |                                                |
| 8    | 15. prosince 2017  | LZ-1   | CRS SpX-13                 | 45     | F9 Block 3 B1035.2       | Úspěšné   |                                                |
| 9    | 8. ledna 2018      | LZ-1   | Zuma                       | 47     | F9 Block 4 B1043.1       | Úspěšné   |                                                |
| 10   | 6. února 2018      | LZ-1   | Zkušební let Falconu Heavy | FH 1   | Heavy Block 3 B1023.2    | Úspěšné   |                                                |
| 11   | 6. února 2018      | LZ-2   | Zkušební let Falconu Heavy | FH 1   | Heavy Block 3 B1025.2    | Úspěšné   |                                                |
| 12   | 5. prosince 2018   | LZ-1   | CRS SpX-16                 | 65     | F9 Block 5 B1050.1       | Neúspěšné | Stupeň přistál při pobřeží na vodní hladinu.   |
| 13   | 11. dubna 2019     | LZ-1   | ArabSat-6A                 | FH 2   | Heavy F9 Block 5 B1052.1 | Úspěšné   |                                                |
| 14   | 11. dubna 2019     | LZ-2   | ArabSat-6A                 | FH 2   | Heavy F9 Block 5 B1053.1 | Úspěšné   |                                                |
| 15   | 25. června 2019    | LZ-1   | STP-2                      | FH 3   | Heavy F9 Block 5 B1052.2 | Úspěšné   |                                                |
| 16   | 25. června 2019    | LZ-2   | STP-2                      | FH 3   | Heavy F9 Block 5 B1053.2 | Úspěšné   |                                                |
| 17   | 25. července 2019  | LZ-1   | CRS SpX-18                 | 73     | F9 Block 5 B1056.2       | Úspěšné   |                                                |
| 18   | 7. března 2020     | LZ-1   | CRS SpX-20                 | 82     | F9 Block 5 B1059.2       | Úspěšné   |                                                |
| 19   | 31. srpna 2020     | LZ-1   | SAOCOM 1B                  | 92     | F9 Block 5 B1059.4       | Úspěšné   |                                                |
| 20   | 19. prosince 2020  | LZ-1   | NROL-108                   | 103    | F9 Block 5 B1059.5       | Úspěšné   |                                                |
| 21   | 30. června 2021    | LZ-1   | Transporter-2              | 123    | F9 Block 5 B1060.8       | Úspěšné   |                                                |
| 22   | 13. ledna 2022     | LZ-1   | Transporter-3              | 136    | F9 Block 5 B1058.10      | Úspěšné   |                                                |
| 23   | 31. ledna 2022     | LZ-1   | CSG-2                      | 138    | F9 Block 5 B1052.3       | Úspěšné   |                                                |
| 24   | 25. května 2022    | LZ-1   | Transporter-5              | 156    | F9 Block 5 B1061.8       | Úspěšné   |                                                |
| 25   | 1. listopadu 2022  | LZ-1   | USSF-44                    | FH 4   | Heavy F9 Block 5 B1064.1 | Úspěšné   |                                                |
| 26   | 1. listopadu 2022  | LZ-2   | USSF-44                    | FH 4   | Heavy F9 Block 5 B1065.1 | Úspěšné   |                                                |
| 27   | 8. prosince 2022   | LZ-1   | OneWeb #15 (SpX #1)        | 188    | F9 Block 5 B1069.4       | Úspěšné   |                                                |
| 28   | 11. prosince 2022  | LZ-2   | OneWeb #15 (SpX #1)        | 189    | F9 Block 5 B1073.5       | Úspěšné   |                                                |
| 29   | 3. ledna 2023      | LZ-1   | Transporter-6              | 195    | F9 Block 5 B1060.15      | Úspěšné   |                                                |
| 30   | 10. ledna 2023     | LZ-1   | OneWeb #16 (SpX #2)        | 196    | F9 Block 5 B1076.2       | Úspěšné   |                                                |
| 31   | 15. ledna 2023     | LZ-1   | USSF-67                    | FH 5   | Heavy F9 Block 5 B1065.2 | Úspěšné   |                                                |
| 32   | 15. ledna 2023     | LZ-2   | USSF-67                    | FH 5   | Heavy F9 Block 5 B1064.2 | Úspěšné   |                                                |
| 33   | 9. března 2023     | LZ-1   | OneWeb #17 (SpX #3)        | 209    | F9 Block 5 B1062.13      | Úspěšné   |                                                |
| 34   | 21. května 2023    | LZ-1   | Axiom Mission 2            | 226    | F9 Block 5 B1080.1       | Úspěšné   |                                                |
| 35   | 29. července 2023  | LZ-1   | Jupiter-3 (EchoStar-24)    | FH 7   | Heavy F9 Block 5 B1064.3 | Úspěšné   |                                                |
| 36   | 29. července 2023  | LZ-2   | Jupiter-3 (EchoStar-24)    | FH 7   | Heavy F9 Block 5 B1065.3 | Úspěšné   |                                                |
| 37   | 27. srpna 2023     | LZ-1   | Crew-7                     | 249    | F9 Block 5 B1081.1       | Úspěšné   |                                                |
| 38   | 13. října 2023     | LZ-1   | Psyche                     | FH 8   | Heavy F9 Block 5 B1064.4 | Úspěšné   |                                                |
| 39   | 13. října 2023     | LZ-2   | Psyche                     | FH 8   | Heavy F9 Block 5 B1065.4 | Úspěšné   |                                                |
| 40   | 10. listopadu 2023 | LZ-1   | SpaceX CRS-29              | 210    | F9 Block 5 B1081.2       | Úspěšné   |                                                |
| 41   | 29. prosince 2023  | LZ-1   | USSD-52 (Boeing X-37B)     | FH 9   | Heavy F9 Block 5 B1064.5 | Úspěšné   |                                                |
| 42   | 29. prosince 2023  | LZ-2   | USSD-52 (Boeing X-37B)     | FH 9   | Heavy F9 Block 5 B1065.4 | Úspěšné   |                                                |
| 43   | 3. ledna 2024      | LZ-1   | Ovzon-3                    | 287    | F9 Block 5 B1076.10      | Úspěšné   |                                                |
| 44   | 18. ledna 2024     | LZ-1   | Axiom Mission 3            | 291    | F9 Block 5 B1080.5       | Úspěšné   |                                                |
| 45   | 30. ledna 2024     | LZ-1   | Cygnus NG-20               | 295    | F9 Block 5 B1077.10      | Úspěšné   |                                                |
| 46   | 8. února 2024      | LZ-1   | PACE                       | 296    | Block 5 B1081.4          | Úspěšné   |                                                |
| 47   | 14. února 2024     | LZ-2   | USSF-124                   | 298    | Block 5 B1078.7          | Úspěšné   |                                                |
| 48   | 15. února 2024     | LZ-1   | IM-1 Nova-C                | 299    | Block 5 B1060.18         | Úspěšné   |                                                |
| 49   | 4. března 2024     | LZ-1   | SpaceX Crew-8              | 305    | Block 5 B1083.1          | Úspěšné   |                                                |
| 50   | 21. března 2024    | LZ-1   | SpaceX CRS-30              | 312    | Block 5 B1080.6          | Úspěšné   |                                                |
| 51   | 7. dubna 2024      | LZ-1   | Bandwagon-1                | 320    | Block 5 B1073.14         | Úspěšné   |                                                |
| 52   | 25. června 2024    | LZ-1   | GOES-U                     | FH 10  | Heavy F9 Block 5 B1072.1 | Úspěšné   |                                                |
| 53   | 25. června 2024    | LZ-2   | GOES-U                     | FH 10  | Heavy F9 Block 5 B1086.1 | Úspěšné   |                                                |
| 54   | 4. srpna 2024      | LZ-1   | Cygnus NG-21               | 360    | Block 5 B1080.10         | Úspěšné   |                                                |
| 55   | 15. srpna 2024     | LZ-1   | WorldView Legion 3 & 4     | 364    | Block 5 B1076.16         | Úspěšné   |                                                |
| 56   | 12. září 2024      | LZ-1   | BlueBird Block 1           | 373    | Block 5 B1078.13         | Úspěšné   |                                                |
| 57   | 28. září 2024      | LZ-1   | SpaceX Crew-9              | 378    | Block 5 B1085.2          | Úspěšné   |                                                |
| 58   | 5. listopadu 2024  | LZ-1   | SpaceX CRS-31              | 389    | Block 5 B1083.5          | Úspěšné   |                                                |
| 59   | 11. listopadu 2024 | LZ-1   | Koreasat 6A                | 392    | Block 5 B1067.23         | Úspěšné   |                                                |
| 60   | 4. února 2025      | LZ-1   | WorldView Legion 5 & 6     | 443    | Block 5 B1086.4          | Úspěšné   |                                                |
| 61   | 14. března 2025    | LZ-1   | SpaceX Crew-10             | 446    | Block 5 B1090.2          | Úspěšné   |                                                |
| 62   | 24. března 2025    | LZ-1   | NROL-69                    | 451    | Block 5 B1092.2          | Úspěšné   | 50. úspěšné přistání na LZ-1.                  |
| 63   | 21. dubna 2025     | LZ-1   | SpaceX CRS-32              | 462    | Block 5 B1092.3          | Úspěšné   |                                                |
| 64   | 22. dubna 2025     | LZ-2   | Bandwagon-3                | 463    | Block 5 B1090.3          | Úspěšné   |                                                |
| 65   | 25. června 2025    | LZ-1   | Axiom Mission 4            | 495    | Block 5 B1094-2          | Úspěšné   |                                                |
| 66   | 1. srpna 2025      | LZ-1   | SpaceX Crew-11             | 512    | Block 5 B1094-3          | Úspěšné   | 53. úspěšné a poslední přistání na LZ-1        |

1. ↑  Číslo letu podle Seznamu letů Falconu 9 a Falconu Heavy.
2. ↑  Za sériovým číslem stupně je číslo značící, po kolikáté stupeň přistál.

## Galerie

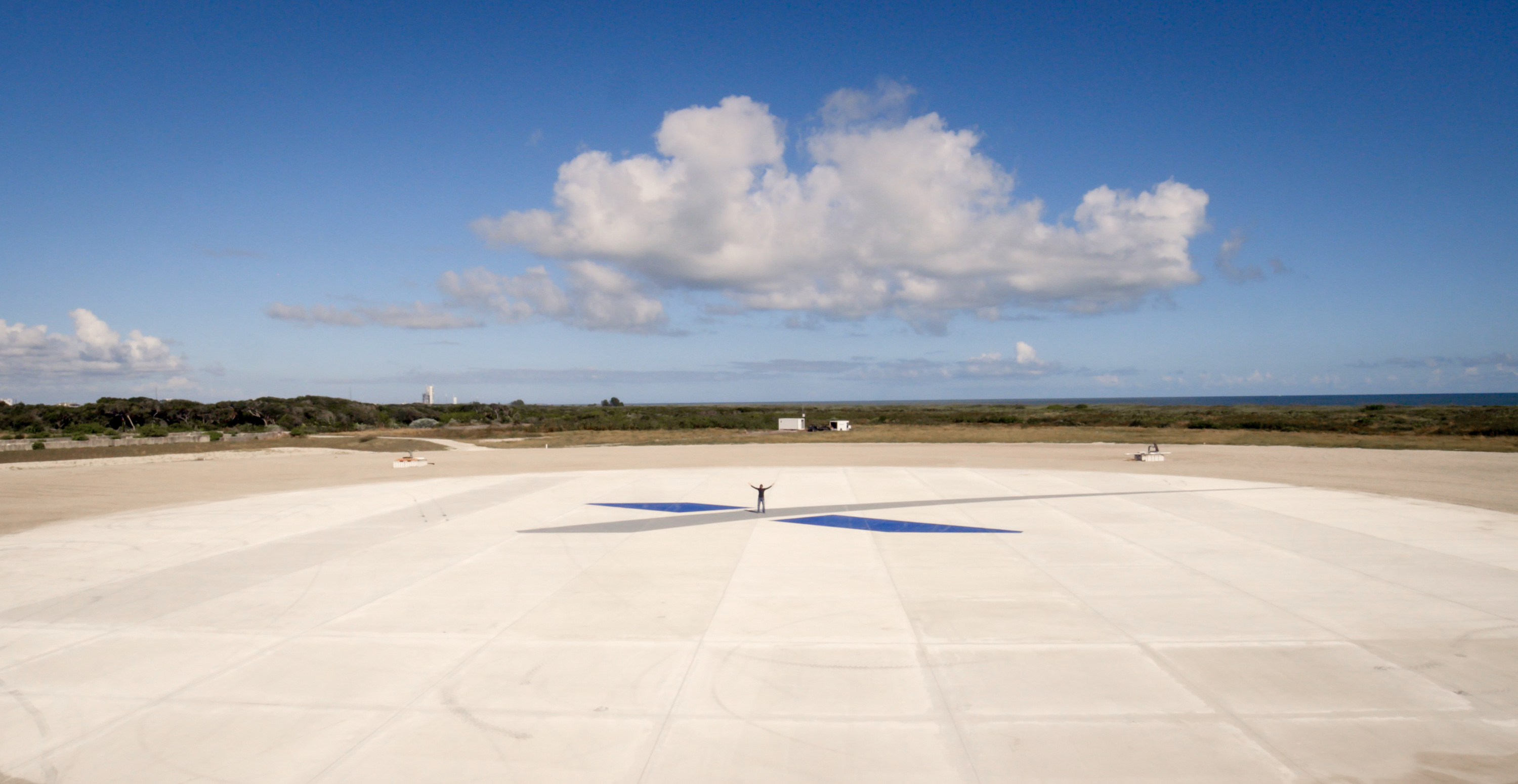
Osoba stojící uprostřed hlavní přistávací plochy ukazuje její velikost
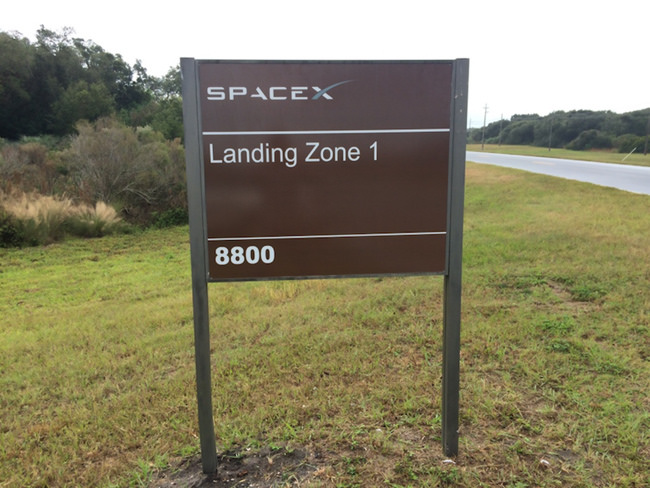
Cedule u vjezdu do Landing Zone 1
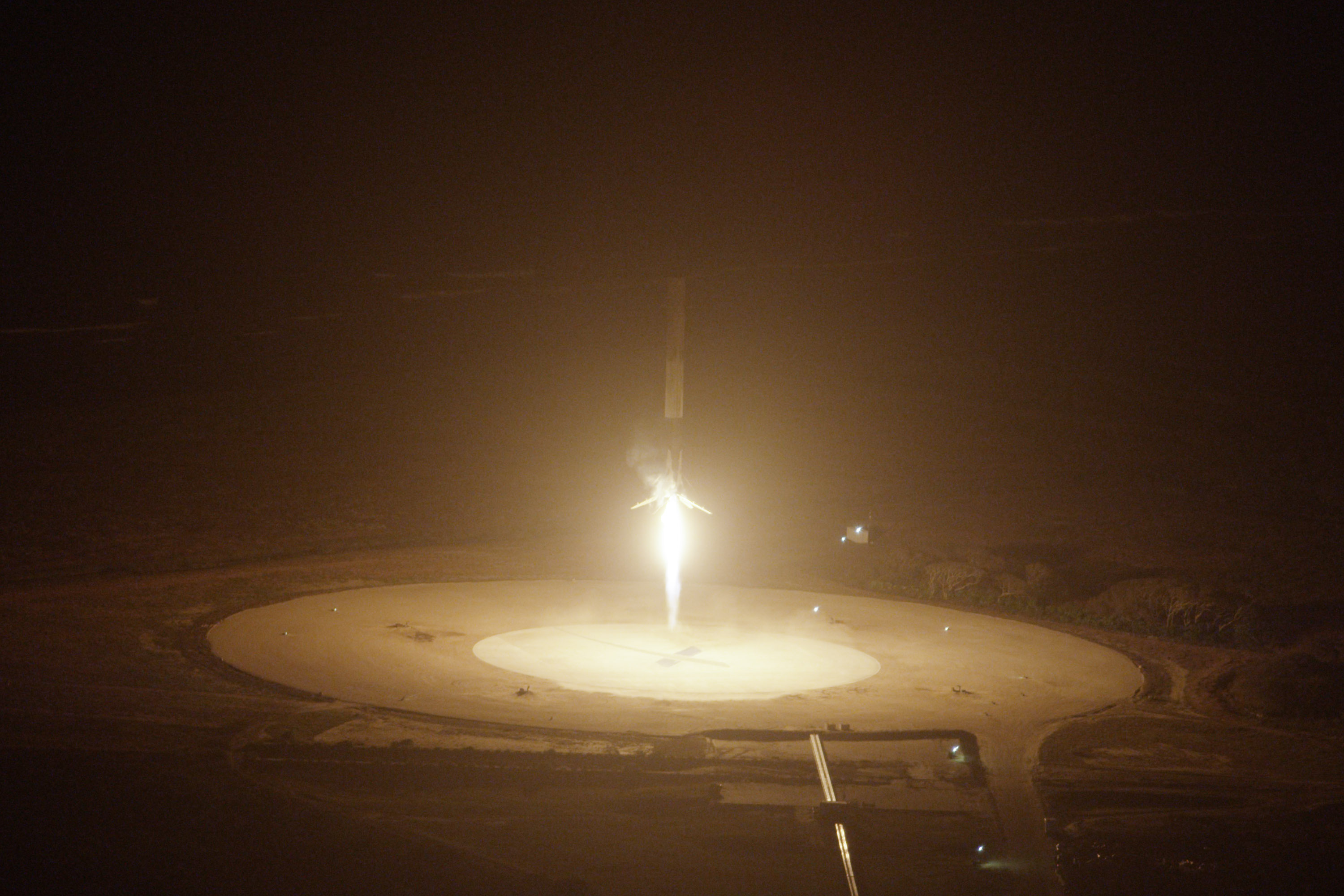
První úspěšné přistání prvního stupně Falconu 9 v prosinci 2015
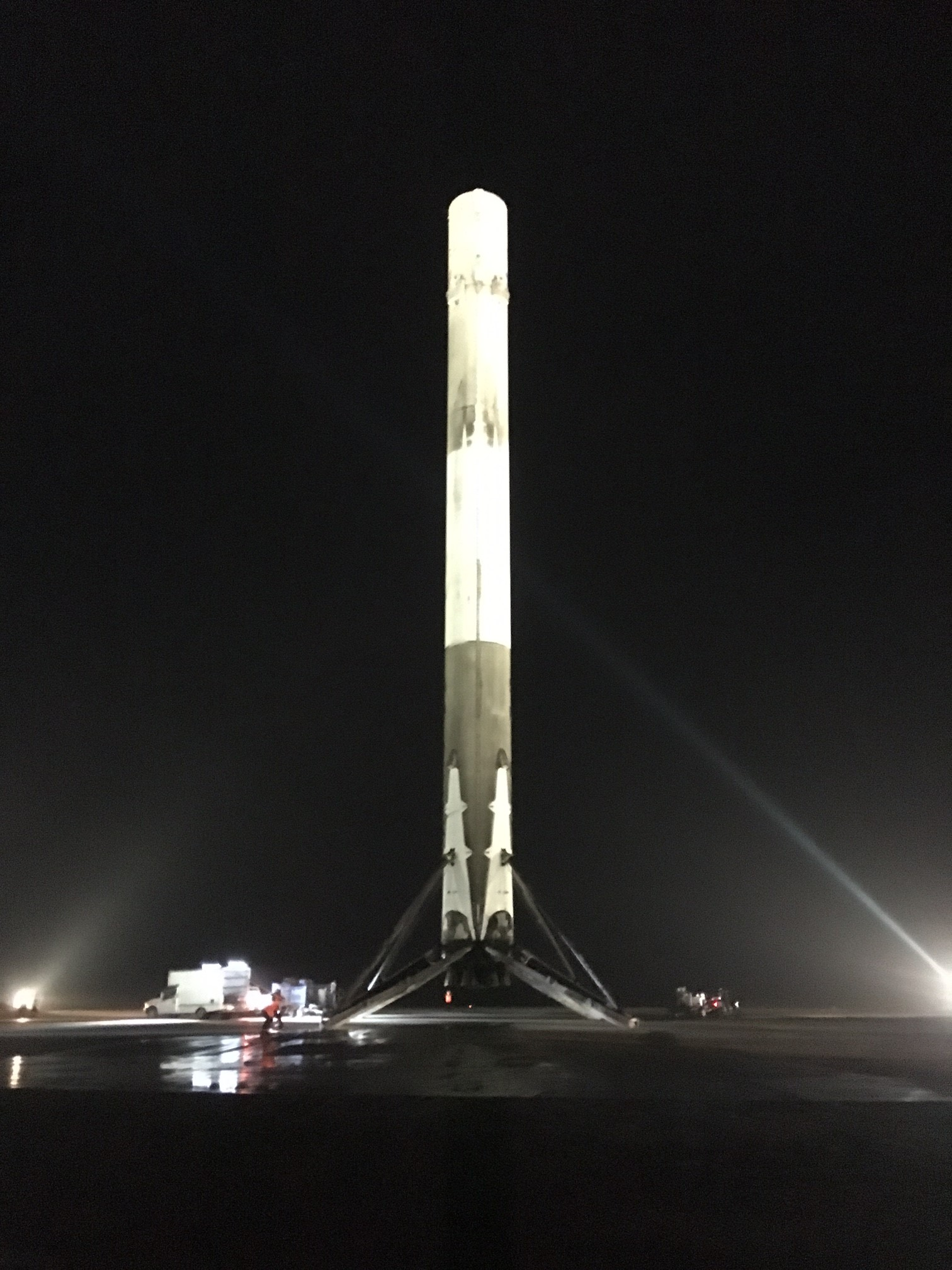
Falcon 9 krátce po přistání
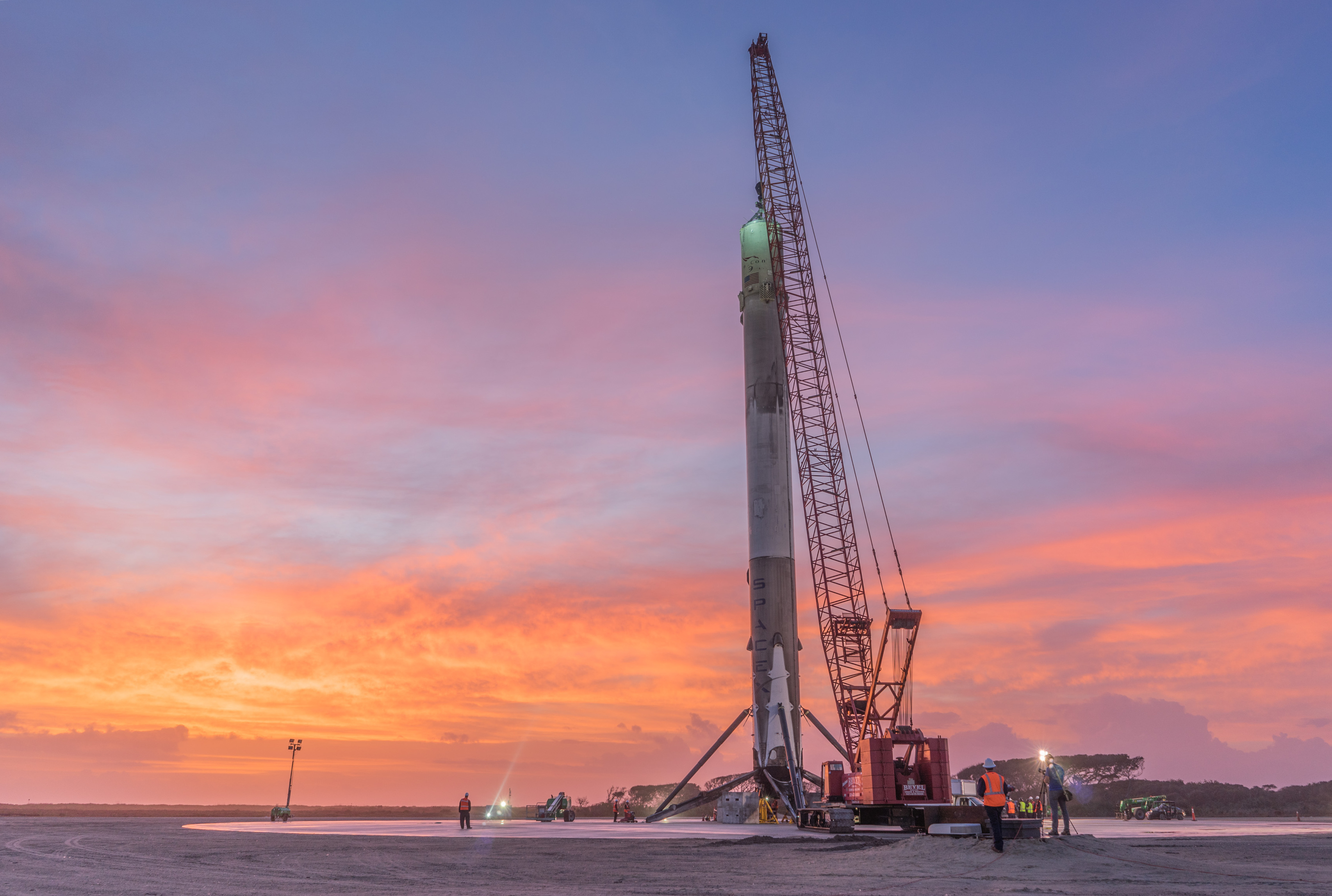
Operace po přistání
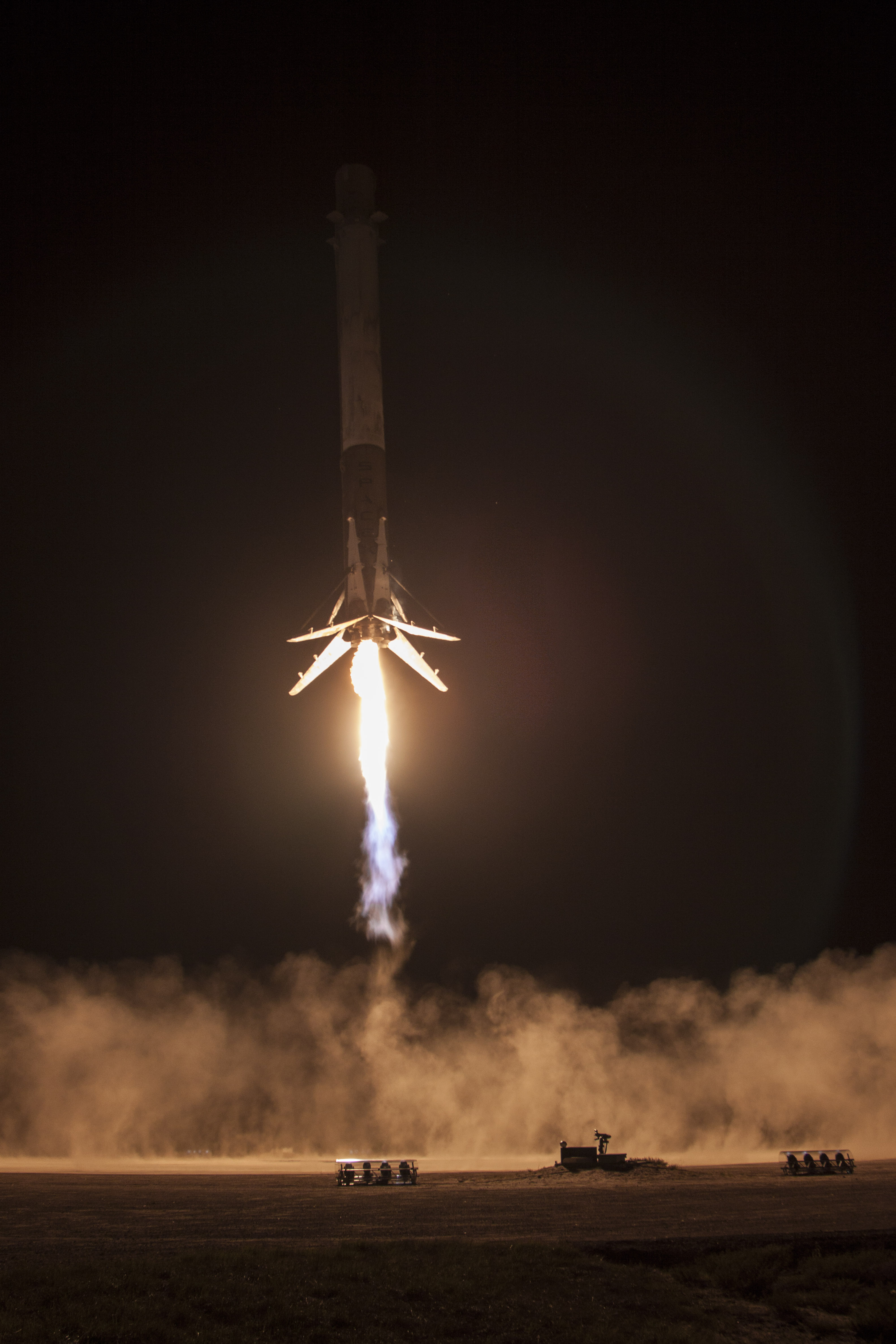
První stupeň z letu CRS-9, 18. červen 2016
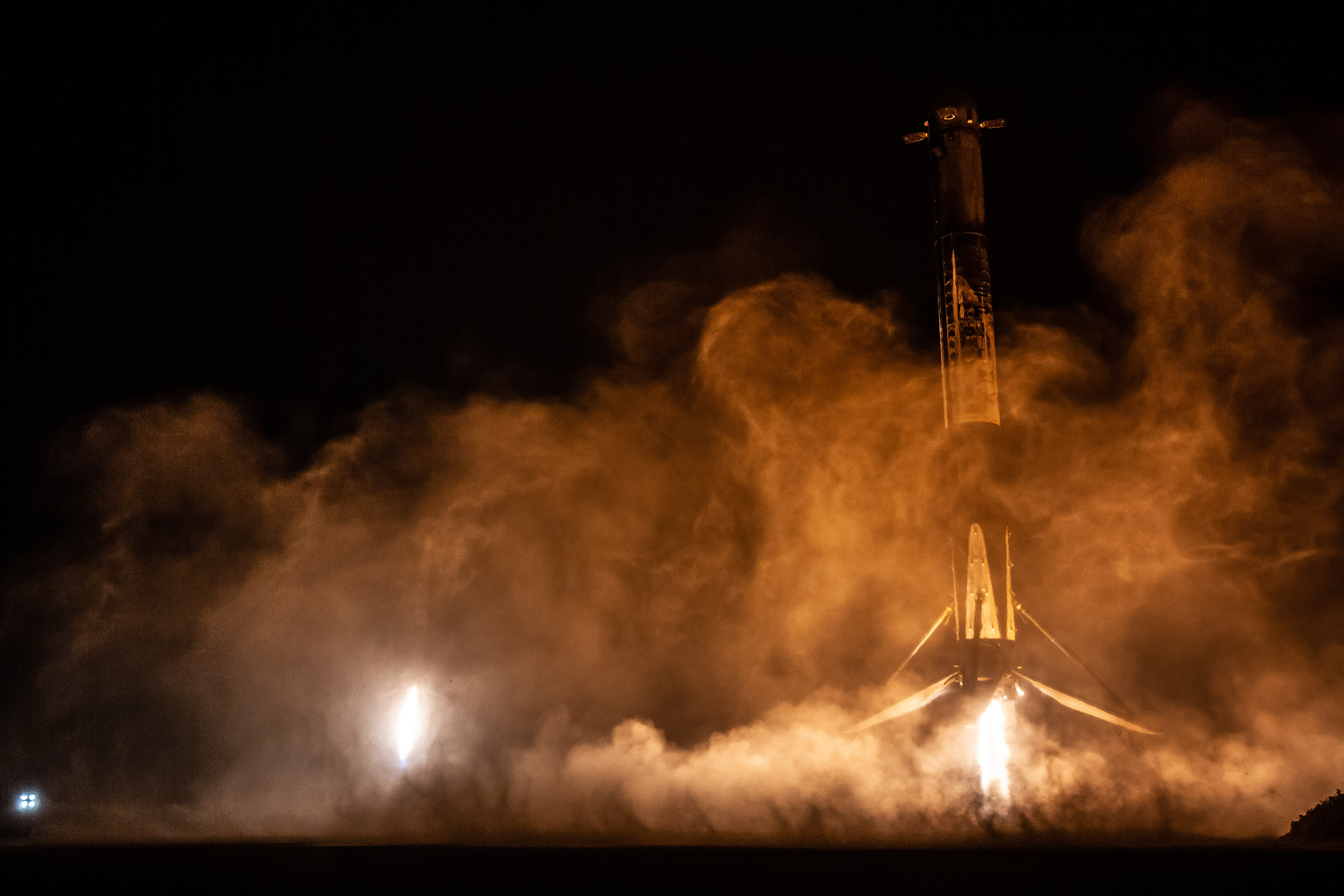
Přistávající boční stupně Falconu Heavy během mise STP-2.